# Картно (Любуське воєводство)
Картно (пол. Kartno) — село в Польщі, у гміні Боядла Зеленогурського повіту Любуського воєводства.
Населення — 98 осіб (2011).
У 1975-1998 роках село належало до Зеленогурського воєводства.

## Демографія
Демографічна структура станом на 31 березня 2011 року:
|          | Загалом | Допрацездатний вік | Працездатний вік | Постпрацездатний вік |
| -------- | ------- | ------------------ | ---------------- | -------------------- |
| Чоловіки | 59      | 9                  | 42               | 8                    |
| Жінки    | 39      | 2                  | 25               | 12                   |
| Разом    | 98      | 11                 | 67               | 20                   |